# Podzamcze (powiat lubelski)
Podzamcze – wieś w Polsce położona w województwie lubelskim, w powiecie lubelskim, w gminie Bychawa.
W latach 1958–1972 w granicach Bychawy. 1 stycznia 1958 wieś Podzamcze stała się częścią Bychawy, w związku z przekształceniem gromady Bychawa (do której Podzamcze – jako składowa Wincentówka – przynależała od 1954 roku) w miasto. 1 stycznia 1973 część Podzamcza (311 ha) wyłączono z Bychawy, tworząc w ten sposób obecną wieś Podzamcze.
W latach 1975–1998 miejscowość należała administracyjnie do województwa lubelskiego.
Wieś stanowi sołectwo gminy Bychawa. Według Narodowego Spisu Powszechnego z roku 2011 wieś liczyła 171 mieszkańców.
Wierni Kościoła rzymskokatolickiego należą do parafii św. Jana Chrzciciela i św. Franciszka z Asyżu w Bychawie.

## Zabytki
Według rejestru zabytków Narodowego Instytutu Dziedzictwa na listę zabytków wpisane są obiekty:
- zespół pałacowy, XVIII-XIX, nr rej.: A/291 z 31.03.1967

– ruina pałacu, pozostałości parku, budynki gospodarcze: spichlerz I, spichlerz II, obora.